# Dichroitisches Glas

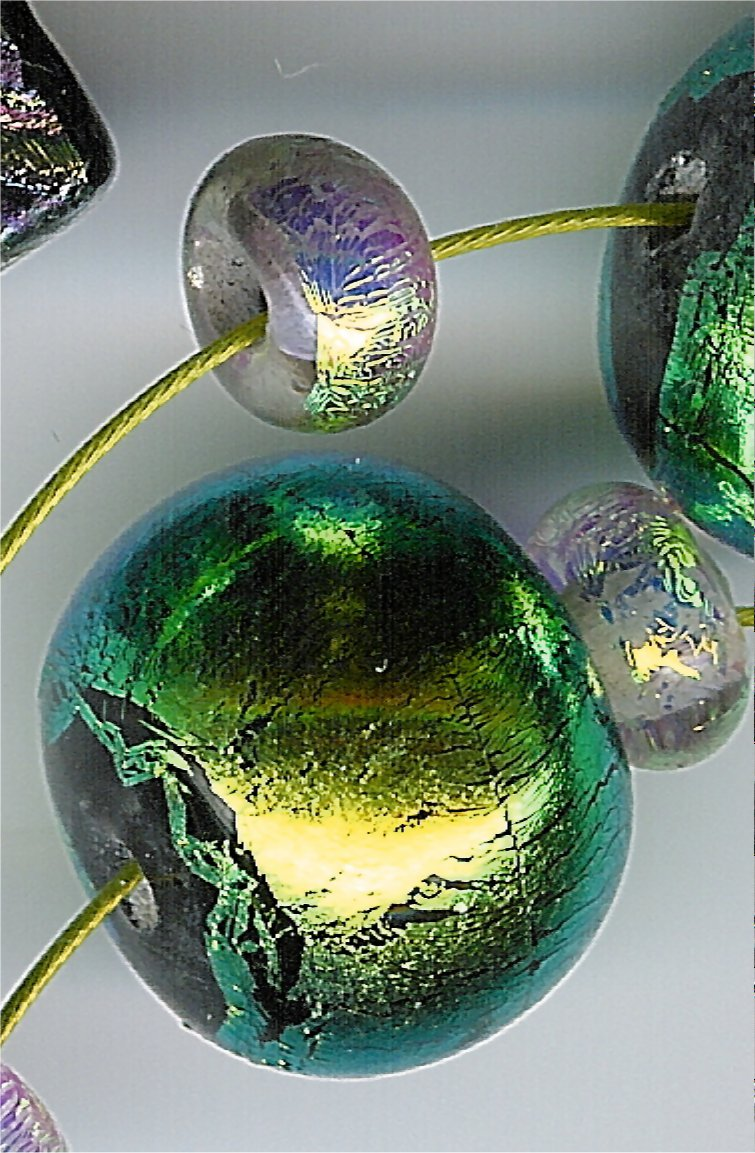
Durch Glasblasen erstellte dichroitische Glasperle

Dichroitisches Glas, auch unter dem Namen Farbeffektglas bekannt, verändert durch Beleuchtung, Sonne, Wolken oder durch den Betrachtungswinkel seine Farbe. Als dichroitisch (von griech. „dichroos“ = zweifarbig) werden Filter bezeichnet, die bestimmte Wellenbereiche durchlassen und die anderen reflektieren. Dies hat zur Folge, dass je nach Sichtwinkel eine andere Farbe erscheint, das Licht aber nicht absorbiert und in Wärme umgewandelt wird.
Das dichroitische Glas besteht aus mehreren optischen Interferenzschichten. Durch die Kombination hoch- und niedrigbrechender Schichten entsteht ein Regenbogeneffekt. Die Farben, die durch einen dichroitischen Filter sichtbar gemacht werden, umfassen fast das gesamte Farbenspektrum – sowohl die additiven (Rot, Grün, Blau) als auch die subtraktiven (Gelb, Magenta, Cyan) Farben.

## Technische Daten
Dichroitisches Glas wird in der Regel im Zweifach- oder Dreifachverbund eingesetzt. Im Interieurbereich oder in der Kunst kann das Glas im Zweifachverbund oder als Einfachglas eingesetzt werden. Dichroitische Gläser werden im Tauchbeschichtungsverfahren hergestellt. Die Beschichtungslösungen werden bei 480 °C in festhaftende Metalloxidschichten umgewandelt, die das Glas besonders beständig machen. Die Schichten sind hart, kratzfest und von hoher chemischer Resistenz.

## Einsatzgebiete
Dichroitisches Glas wird von Architekten, Objektdesignern, Fassadenplanern und Künstlern verwendet. Im Innenraum findet man es bei Türen, bei der Raumteilung oder der dekorativen Kunst. In der Außenanwendung wird dichroitisches Glas bei Fassaden und Kunstelementen in der Architektur verwendet. Darüber hinaus ist es oftmals an öffentlichen Gebäuden, Skulpturen und Brücken zu finden.
Auch in der Veranstaltungstechnik findet es Anwendung als Farbfilter für sogenannte intelligente Scheinwerfer wie Movingheads oder Scanner, um eine gewünschte Farbe zu mischen, oder auch bei Kaltlichtstrahlern, bei dem das sichtbare Farbspektrum des Lichtes ohne den Hitze tragenden Infrarot Bereich in die gewünschte Richtung gespiegelt wird.

## Praxisbeispiele
Dichroitisches Glas kommt aufgrund seiner vielfältigen Farbfacette oft im Kunstbau zum Einsatz. Ein ungewöhnliches Beispiel ist der Luxusliner Freedom of the Seas. Teile der Außenfassade sind mit golden schimmernden Glasflächen versehen, so dass die Balkone einiger Suiten in goldenes Licht getaucht werden. Auch die drei identischen Leuchter der Oper Kopenhagen sind ein außergewöhnliches Beispiel für Kunst mit dichroitischem Glas. Die insgesamt 4.500 Einzelglasflächen aus Filter- und Verbundsicherheitsglas sehen aufgrund ihrer hundertfachen Reflexion je nach Blickwinkel andersfarbig aus.
Ebenfalls kam dichroitischem Glas bei der von dem isländischen Künstler Ólafur Elíasson entworfenen wabenartigen Umhüllung des 2011 eröffneten Konzert- und Konferenzzentrums Harpa in Reykjavík zum Einsatz.